# ポール・ランバート
ポール・ランバート（Paul Lambert, 1969年8月7日 - ）は、スコットランド、グラスゴー出身の元スコットランド代表サッカー選手、サッカー指導者。

## 経歴
現役時代はセント・ミレンFC、マザーウェルFCなどに所属し、スコットランド代表のMFとして1998 FIFAワールドカップに出場するなど、活躍した。
1996-97シーズン、ヒッツフェルト監督に誘われ、ボルシア・ドルトムントに移籍、UEFAチャンピオンズリーグ 1996-97決勝のユベントス戦では、ジダンを完全に抑え込んだだけでなく、クロスでリードレの先制ゴールをアシスト、チームを3-1の勝利に導き、同試合のマン・オブ・ザ・マッチを受賞した。しかし息子の病気の影響で、僅か1年のみでセルティックFCに移籍した。2002年にはスコットランド・サッカー記者協会年間最優秀選手賞も受賞した。
2005年6月1日、リヴィングストンの監督に就任した。しかし、リーグ戦で2勝しかできず、2006年2月に監督を辞任し、同時に選手としてのキャリアも終えた。
2006年6月30日、ウィコム・ワンダラーズの監督に就任した。2008年5月20日に監督を辞任した。

## 代表歴

### 出場大会
- スコットランド代表
  - 1998 FIFAワールドカップ (グループリーグ敗退)

### 試合数
- 国際Aマッチ 40試合 1得点（1995年-2003年）[9]

| スコットランド代表 | 国際Aマッチ | 国際Aマッチ |
| 年                 | 出場        | 得点        |
| ------------------ | ----------- | ----------- |
| 1995               | 2           | 0           |
| 1996               | 2           | 0           |
| 1997               | 5           | 0           |
| 1998               | 7           | 0           |
| 1999               | 6           | 0           |
| 2000               | 2           | 0           |
| 2001               | 4           | 0           |
| 2002               | 6           | 1           |
| 2003               | 6           | 0           |
| 通算               | 40          | 1           |

## 指導歴
- 2005-2006  リヴィングストン
- 2006-2008  ウィコム・ワンダラーズ
- 2008-2009  コルチェスター・ユナイテッド
- 2009-2012  ノリッジ・シティ
- 2012-2015  アストン・ヴィラ
- 2015-2016  ブラックバーン・ローヴァーズ
- 2016-2017  ウルヴァーハンプトン・ワンダラーズ
- 2018  ストーク・シティ
- 2018-  イプスウィッチ・タウン

## 監督成績
2020年2月15日現在
| クラブ                             | 就任           | 退任          | 記録 | 記録 | 記録 | 記録 | 記録   |
| クラブ                             | 就任           | 退任          | 試合 | 勝ち | 分け | 負け | 勝率 % |
| ---------------------------------- | -------------- | ------------- | ---- | ---- | ---- | ---- | ------ |
| リヴィングストン                   | 2005年6月1日   | 2006年2月12日 | 32   | 5    | 7    | 20   | 015.6  |
| ウィコム・ワンダラーズ             | 2006年6月30日  | 2008年5月20日 | 108  | 44   | 29   | 35   | 040.7  |
| コルチェスター・ユナイテッド       | 2008年10月9日  | 2009年8月18日 | 43   | 19   | 7    | 17   | 044.2  |
| ノリッジ・シティ                   | 2009年8月18日  | 2012年6月2日  | 142  | 70   | 35   | 37   | 049.3  |
| アストン・ヴィラ                   | 2012年6月2日   | 2015年2月11日 | 115  | 34   | 26   | 55   | 029.6  |
| ブラックバーン・ローヴァーズ       | 2015年11月15日 | 2016年5月7日  | 33   | 12   | 8    | 13   | 036.4  |
| ウルヴァーハンプトン・ワンダラーズ | 2016年11月5日  | 2017年5月30日 | 33   | 14   | 5    | 14   | 042.4  |
| ストーク・シティ                   | 2018年1月15日  | 2018年5月18日 | 15   | 2    | 7    | 6    | 013.3  |
| イプスウィッチ・タウン             | 2018年10月27日 |               | 74   | 21   | 23   | 30   | 028.4  |
| 合計                               | 合計           | 合計          | 594  | 220  | 147  | 227  | 037.0  |

## タイトル
セント・ミレン
- スコティッシュカップ: 1986-87

ボルシア・ドルトムント
- UEFAチャンピオンズリーグ: 1996-97

セルティック
- スコティッシュ・プレミアリーグ 1997-98, 2000-01, 2001-02, 2003-04
- スコティッシュリーグカップ 1997-98, 1999-00, 2000-01
- スコティッシュカップ 2000-01, 2003-04, 2004-05

リヴィングストン
- スコティッシュリーグカップ 2005-06

ノリッジ・シティ
- フットボールリーグ1: 2009-10